# Gospodarka Bangladeszu
Gospodarka Bangladeszu jest gospodarką szybko rozwijającą się w regionie Azji Południowej. ONZ zalicza go do mimo wszystko nadal grupy jednych z najsłabiej rozwiniętych państwa świata (tzw. LDC –  Least Developed Countries).

## Rolnictwo

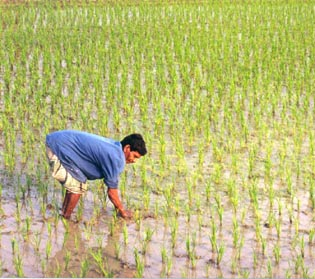
Sadzenie ryżu w Bangladeszu. Podstawą gospodarki Bangladeszu jest rolnictwo, przede wszystkim uprawa ryżu.

Bangladesz jest krajem rolniczym, obszary rolne zajmują około 63% powierzchni kraju. W sektorze rolniczym zajęcie znajduje niemal połowa pracowników (45%). Głównymi uprawami są ryż, pszenica, proso, warzywa, banany, trzcina cukrowa, herbata, tytoń, różne egzotyczne przyprawy, palma kokosowa. Rolnictwo w Bangladeszu jest silnie rozdrobnione, około 45% gospodarstw zajmuje powierzchnię poniżej 1 ha.

## Przemysł
Przemysł spożywczy i przetwórstwa produktów rolnych, głównie juty i bawełny. Niewielkie wydobycie ropy naftowej i gazu ziemengo w Zatoce Bengalskiej. 2 rafinerie ropy naftowej.

## Handel zagraniczny
Bangladesz eksportuje głównie jutę i wyroby jutowe, a także herbatę i skóry. Importuje m.in. żywność, paliwa i chemikalia.